# Claravis
Claravis is een geslacht van vogels uit de familie van de duiven (Columbidae). De wetenschappelijke naam van het geslacht is voor het eerst geldig gepubliceerd in 1899 door Harry Church Oberholser. Er is één soort:
- Claravis pretiosa  – Blauwe grondduif

Twee soorten zijn na 2018 afgesplitst naar het geslacht Paraclaravis. 	